# エスカーゴ
エスカーゴ（escargo）は、日本のフォーク・デュオである。1998年福岡県親不孝通りにて結成。2001年キングレコードよりデビュー。ユニット名は「エスカルゴ」と「カーゴ（運ぶ）」を合わせた造語。

## メンバー
- 山本智幸（やまもとともゆき）熊本県出身
解散後は「MOTS」を結成。2007年死去。
- 野田智洋（のだともひろ）宮崎県出身

## ディスコグラフィー

### シングル
1. 六月のあなた（2001年4月25日）
  1. 六月のあなた（作詞・作曲：山本智幸／編曲：高橋諭一）
  2. ネムレ（作詞・作曲：山本智幸／編曲：高橋諭一）
  3. ハッピー?バースデイ（作詞・作曲：山本智幸／編曲：鈴木Daichi秀行）
2. ユメナラバ（2001年7月25日）
  1. ユメナラバ（作詞・作曲：山本智幸／編曲：皆川真人）
    - TBS系列COUNT DOWN TVエンディングテーマ

  2. スピード（作詞・作曲：山本智幸／編曲：高橋諭一）
  3. 夜光虫（作詞・作曲：山本智幸／編曲：高橋諭一）
3. 東京（2001年12月5日）オリコン100位。熊谷昭プロデュース
  1. 東京（作詞・作曲：山本智幸／編曲：石川鉄男）
    - 「旋風の用心棒」オープニングテーマ

  2. シチュエーション（作詞・作曲：野田智洋／編曲：根本健一・エスカーゴ）
    - 「旋風の用心棒」エンディングテーマ

  3. ゲーム
4. 空想ゲーム（2002年4月24日）
  1. 空想ゲーム（作詞・作曲：山本智幸／編曲：石川鉄男）
    - 2002年5月度Monthly A Music

  2. さくら～ちりゆく男～（作詞・作曲：山本智幸／編曲：石川鉄男）
  3. きついから帰る(のだ自宅にて)（作詞・作曲・編曲：野田智洋）
5. 可能性～ホークス オフィシャル サポートソング～（2002年8月22日）
  1. 可能性～ホークス オフィシャル サポートソング～（作詞・作曲：山本智幸／編曲：エスカーゴ）
  2. 可能性～ホークス オフィシャル サポートソング～カラオケ

### アルバム
1. 鳩（2002年1月30日）
  1. 帰ル
  2. 鳩
  3. アンテナ
  4. 六月のあなた(Album Version)
  5. 女
  6. ヤマモト
  7. 男
  8. ヤブレター
  9. スピード(Album Version)
  10. ゲーム
  11. 東京
  12. ジョンへ

### 参加作品
1. 奥井雅美「crossroad」（2002年9月4日）
13.眠れない夜がくれたもの（編曲）